# Diaspidiotus perniciabilus
Diaspidiotus perniciabilus är en insektsart som beskrevs av Wang och Zhang 1994. Diaspidiotus perniciabilus ingår i släktet Diaspidiotus och familjen pansarsköldlöss. Inga underarter finns listade i Catalogue of Life.